# 그랜드 펜윅

그랜드 펜윅의 국기

그랜드 펜윅 공국은 아일랜드계 미국인 작가인 레널드 위벌리가 만든 가상의 대공국으로써, 1955년에 나온 '약소국 그랜드 펜윅의 뉴욕 침공기'에 처음 등장한다. 소설에서, 위벌리는 단지 희극적인 면을 넘어서, 국가의 크기를 39 제곱 킬로미터로 만들었다. 이런 터무니없는 위치는 현시대의 정치와 사건을 풍자적으로 만들어주는 장치가 되었다.
이 공국은 스위스와 프랑스의 알프스 국경지대에 있으며, 글로리아나 12세 대공녀가 지배하고 있다. 공국은 공국땅에서 나는 뛰어난 그랜드 펜윅와인을 기반으로 하는 산업혁명 전의 경제체제를 여전히 유지하고 있다. 공국의 이름은 1370년경에 그의 추종자와 함께 프랑스에 고용된 영국 기사였고, 대공령의 창시자인 로저 펜윅경의 이름에서 따왔다. 로저 펜윅경으로 인해서, 공국의 표준어는 영어가 되었다. 또한, 천하무적 그랜드 펜윅때 개정된 헌법때문에, 그랜드 펜윅은 군에서 모든 신형 무기대신에, 장궁만을 사용해야 했다.

## 공국의 문장
공국의 문장은 로저 펜윅 경이 옥스퍼드 대학교를 다니면서 배운 내용을 기반으로 하고 있다
1. 상황에 따라선 "그렇지"가 "아니지"로 변할 수 있으며, 그 반대도 가능하다
2. 펜이 칼보다 강한건 사실이지만, 칼이 더 우렁차고 큰 소리를 낸다.[1]

## 소설에서의 그랜드 펜윅
약소국 그랜드 펜윅의 뉴욕 침공기에서, 공국은 미국에서 만드는 가짜 그랜드 펜윅 와인(그랜드 엔윅 와인)을 문제삼아 미국과 전쟁상태를 선포하게 된다.그랜드 펜윅은 미국에 대한 전쟁을 선포한후에, 즉각적으로 패배를 선언하고 미국의 원조를 받아낼 계획을 수립하였다. 그러나 그랜드 펜윅의 공식적인 항의서한이 국무부의 공무원에게 접수되었을때, 이 공무원은 이 서한을 누가 장난친것으로 판단한다. 그러자 실제로 사슬갑옷과 장궁으로 무장한 공국의 군대는 경계경보령이 내리던 뉴욕에 상륙하게 되었다. 그들은 항복할만한 상대를 찾지 못하였다. 결국 그들은 포로들을 데리고 다시 그랜드 펜윅으로 돌아오게 된다. 포로 중 한명이 Q-폭탄이라는 어마어마한 무기의 발명가였고, 그랜드 펜윅 군대는 세상에 하나밖에 존재하지 않는 엄청난 무기의 소유주가 되어버렸고, 그랜드 펜윅은 이 무기로 "작은 20개국"이라 불리는 약소국가와의 동맹을 맺게 되고, 그리고 이 폭탄을 세계 평화를 얻기 위해 이용하게 된다.
62년에 나온 약소국 그랜드 펜윅의 달나라 정복기에서, 그랜드 펜윅은 최고급 와인 속에 들어 있던 신비한 혼합물(피토늄)을 이용한 새로운 로켓 연료로 미국과 소련의 우주경쟁에서 승리하게 된다.
69년도에 출판된 약소국 그랜드 펜윅의 월스트리트 원정기에서 공국은 전 세계 경제를 흔들어놓게 된다. 공국이 미국 원정하고 받은 돈으로 세운 껌공장(그랜드 펜윅 와인맛 껌공장)의 엄청난 로열티를 써버리기 위해서, 글로리아나 대공녀는 주식에 모든 로열티를 쏟아붇게 되고, 이 돈에 대한 루머와 합병으로 인해서, 공국은 재계의 큰손으로 부상하게 되었다.
70년대 중반의 에너지 위기중에 씌여진 약소국 그랜드 펜윅의 석유시장 쟁탈기에서, 공국이 어마어마한 석유 매장지였다는 것이 밝혀지게 된다.

## 참고 문헌
1. ↑  약소국 그랜드 펜윅의 뉴욕 원정기, 10p